# La Prairie (Wisconsin)
La Prairie – miasto w Stanach Zjednoczonych, w stanie Wisconsin, w hrabstwie Rock.